# おくごう
おくごうは、香川県木田郡三木町大字井上にある多目的イベント施設。
1990年に竣工した旧・奥郷屋敷（第32回BCS賞受賞、全国陶器瓦工業組合連合会主催　第6回甍賞　銀賞受賞作品）を改装し、多目的イベント施設としてリニューアルオープンした。

## 施設

### 概要
- 住所 香川県木田郡三木町大字井上1966番地13
- 敷地面積：21,928.22m2
- 建築面積：2,123.10m2
- 延床面積：1,604.00m2
- 階数：地上1階
- 構造：RC造、S造

### 構成
- 多目的ホール（白山）：365.4m2の展示空間を有する。

- 多目的室（花見木）：収容人数はスクール形式で78名。77.4m2の展示空間を有し、両面にプロジェクター用の大型固定スクリーンが設置されている。
- 多目的室（皐月）：55.3m2の展示空間を有する。収容人数はスクール形式で60名。

- 和室：10畳2間が1室（竹の間）と10畳間が2室（桜の間、夕映の間）がある。

- TeaRoom：おくごうに併設された喫茶空間。展示場としても使用される。展示空間は103m2。

- 屋外展示場（中央庭）：施設中央に位置する吹き抜け構造の中庭。展示空間は280m2。
- 屋外展示場（展望庭）：加圧耐性の強い特殊芝を養生した屋外展示場。速水史朗による教会の礼拝堂を模した十字架のモニュメントが置かれている。

## 交通
- さぬき三木インターチェンジから3分。
- 高松東インターチェンジから8分。
- 三木町コミュニティバス「馬場」停車場から徒歩5分。